# 助任
助任（すけとう）は、徳島県徳島市の地域である。渭北地区、すなわち助任川より北・吉野川より南のエリアのうち一部を指す。

## 歴史

### 近世
助任は徳島市の中で最も古い地名のひとつだが、その語源ははっきりしない。
近世の古地図では、助任川の新町川との分流点から大岡川との合流点までの左岸（北）が、上流（西）から前川・助任・常三島となっており、北へ流れ興源寺川に合流する短い川（現 助任本町・助任橋境の小川がその名残）が助任と常三島の境になっていたようである。
前川・助任・常三島はいずれも武家町だったが、助任と常三島の境には、町屋の助任町が生まれた。武家町の助任と町屋の助任町は区別された。
助任の北は大岡（おおか）だった。助任町も、興源寺川以南（現 助任本町1～3丁目）に限られ、興源寺川以北（現 助任本町4～7丁目）は武家町の大岡本丁だった。
前川を助任に含めることもあった。

### 賀茂村/加茂町時代
1889年の市町村制施行直前には、
- 助任町 - 現 助任本町南半（1～3丁目、興源寺川以南）・助任橋西半
- 助任西町 - 現 吉野本町北半（4～6丁目）
- 下助任村 - 現 下助任町・上吉野町・中吉野町・東吉野町・助任本町北半（4～7丁目、興源寺川以北）・北前川町の一部・中前川町の一部・隣接する吉野川河道
- 上助任村 - 現 上助任町・北田宮の一部・川内町の一部（北原全域と榎瀬の一部）・隣接する吉野川河道

の4町村があった（現在の町割はおおよそ）。これらを合わせると、南部の助任川沿いでは前川村と常三島村に挟まれた狭いエリア（助任町）だったが、北部の吉野川沿いでは、前川村と常三島村の北にも広がっていた。また、吉野川の対岸にも広がっていた。
市町村制施行により、助任町・助任西町・下助任村は徳島市の一部、上助任村は名東郡加茂村の一部となった。ただし現在、上助任町は加茂地区ではなく、他と同じ渭北地区に属す。
1907年から1927年まで20年かけて吉野川改修工事がなされ、加茂村大字上助任の大半と徳島市大字下助任のかなりの部分が水没した。

### 徳島市時代
1933年、徳島市は加茂村を合併し、助任の全域が徳島市となった。
1934年、上助任のうち吉野川対岸が、川内村（現 徳島市川内地区）に移され、川内村の大字上助任となった。1955年に川内村が徳島市に編入される際、川内村大字上助任の一部は川内町北原となり、残りは川内町榎瀬に編入され、吉野川北岸から助任の地名は消えた。これらは川内町の中の小字にあたる。
1942年、町割が大きく変更され、現在の形となった（川内村部分を除く）。このとき下助任町のほとんどを占める吉野川沿いが、「○吉野町」などの各町として分離されたため、上助任町と下助任町は今では接していない。さらに吉野本町の南部は県道30号沿いに助任川沿岸近くの前川まで達したため、その東の下助任町1～3丁目と西の4～5丁目は連続していない。このように、現在「助任」を冠する地域はいくつかに分断されている。
一方同時に、助任町と東隣の常三島町の境界付近のそれぞれ一部などが、助任橋としてまとめられた。

## 現在の町割
| \| 応神町古川 \| 応神町古川 \| \| 川内町 \| 川内町 \| 川内町 \| 川内町 \| 川内町 \| \| \| 吉野川 \| \| \| \| \| \| \| \| \| \| \| \| \| \| \| \| \| \| \| \| 上助任町 \| 上助任町 \| 上吉野町 \| 上吉野町 \| 助 任 本 町 \| \| 東吉野町 \| 東吉野町 \| 東吉野町 \| \| \| 吉 野 本 町 \| 上吉野町 \| 上吉野町 \| 助 任 本 町 \| \| 東吉野町 \| 東吉野町 \| 東吉野町 \| \| 中吉野町 \| 中吉野町 \| 中吉野町 \| \| 助 任 本 町 \| 北常三島町 \| \| \| \| \| 下助任町 \| 下助任町 \| 下助任町 \| 助 任 橋 \| 助 任 本 町 \| 北常三島町 \| \| \| \| \| 北前川町 \| \| 北前川町 \| 助 任 橋 \| 助 任 本 町 \| \| 中常三島町 \| \| \| \| 中前川町 \| 中前川町 \| \| 助 任 橋 \| 助 任 本 町 \| 南常三島町 \| \| \| \| \| 南前川町 \| \| \| 助 任 橋 \| 助 任 本 町 \| 南常三島町 \| \| \| \| \| 助任川 \| \| \| \| \| \| \| \| \| | かつての助任・助任町のうち、現在も町名に助任が付く地域 かつての助任・助任町のうち、現在は町名に助任が付かない地域 吉野川・助任川以外の河川は省略。 |          |          |             |            |            |          |          |
| 応神町古川 | 応神町古川 |          | 川内町   | 川内町      | 川内町     | 川内町     | 川内町   |          |
| 吉野川 | |          |          |             |            |            |          |          |
| | |          |          |             |            |            |          |          |
| 上助任町 | 上助任町 | 上吉野町 | 上吉野町 | 助 任 本 町 |            | 東吉野町   | 東吉野町 | 東吉野町 |
| | 吉 野 本 町 | 上吉野町 | 上吉野町 | 助 任 本 町 |            | 東吉野町   | 東吉野町 | 東吉野町 |
| 中吉野町 | 中吉野町 | 中吉野町 |          | 助 任 本 町 | 北常三島町 |            |          |          |
| 下助任町 | 下助任町 | 下助任町 | 助 任 橋 | 助 任 本 町 | 北常三島町 |            |          |          |
| 北前川町 | | 北前川町 | 助 任 橋 | 助 任 本 町 |            | 中常三島町 |          |          |
| 中前川町 | 中前川町 |          | 助 任 橋 | 助 任 本 町 | 南常三島町 |            |          |          |
| 南前川町 | |          | 助 任 橋 | 助 任 本 町 | 南常三島町 |            |          |          |
| 助任川 | |          |          |             |            |            |          |          |